# Землетрус у Нью-Джерсі (2024)
5 квітня 2024 року в Нью-Джерсі стався землетрус і мало відносно незначні наслідки, при цьому серйозних руйнувань у Нью-Йорку та Нью-Джерсі не було зафіксовано. Магнітуда землетрусу за шкалою Ріхтера склала 4,8, глибина — 2,9 милі (4,7 км).
Це був найсильніший землетрус у Нью-Джерсі з моменту землетрусу 1783 року в Нью-Джерсі магнітудою 5,3 Mfa і найсильніший у Нью-Йорку після землетрусу магнітудою 5,0 10 серпня 1884 року.